# Lionel Kizeritskij
Lionel Adalbert Bagration Feliks Kizeritskij (ryska: Лионель Адальберт Багратион Феликс Кизерицкий), född 1 januari 1806 (20 december 1805 g.s.) i Dorpat, död 18 maj (6 maj g.s.) 1853 i Paris, var en balttysk schackmästare. Han är mest känd för sin förlust mot Adolf Anderssen i "det odödliga partiet" och hans betydande bidrag till schackteorin. Flera öppningar, som Kizeritskijs gambit och Kizeritskijs attack samt Boden–Kizeritskijs gambit, är namngiven efter honom.

## Biografi

### Tidigt liv
Kizeritskij föddes 1806 i Dorpat (nuvarande Tartu) i en balttysk familj. Mellan 1825–1829 studerade han vid Dorpats universitet, för att sedan arbeta som lärare i matematik. Mellan 1838–1839 spelade han korrespondensschack mot Karl Janisj; partiet förblev ofärdigspelat eftersom Kizeritskij var tvungen att bege sig till Paris. Där blev han känd som en professionell schackspelare och blev redaktör på en schacktidning. För 5 franc/timme gav han schacklektioner eller spelade partier mot en.

### Schackkarriär

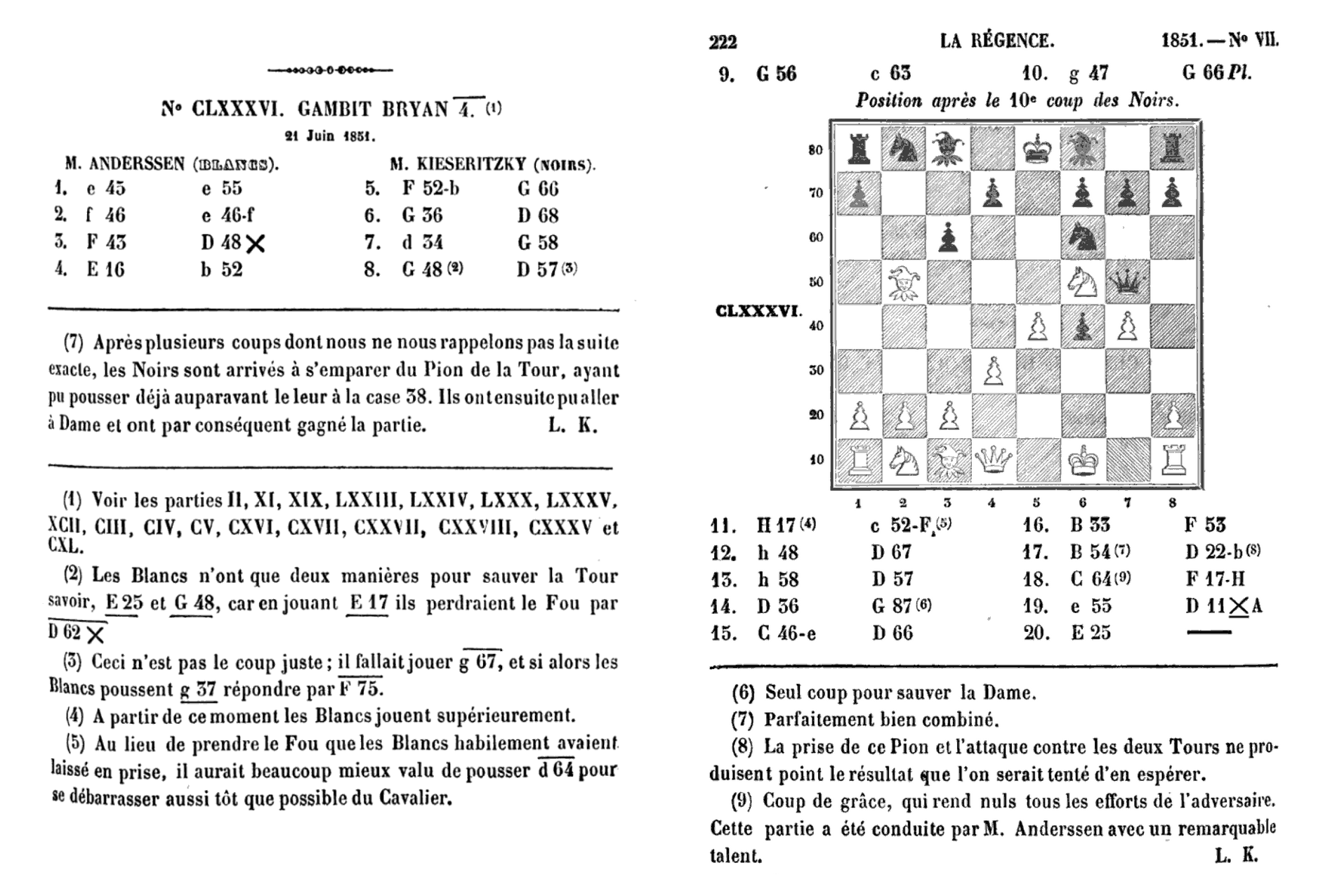
Utdrag av Kizeritskijs publikation i schackjournalen La Régence från 1851.

Under sin tid var Kizeritskij en av Frankrikes fyra starkaste spelare, tillsammans med Louis de la Bourdonnais, Pierre de Saint-Amant och Boncourt, och tillhörde världens toppspelare i några år före sin död. Han gjorde betydande bidrag inom schackteorin med hans insikt och kunskap om spelet. Trots det var hans karriär något fördärvat av olycka och osunda vanor. År 1842 spelade han lika mot italienaren Ignazio Calvi (+7−7=1), och vann år 1846 mot tyskarna Bernhard Horwitz (+7−4=1) och Daniel Harrwitz (+11−5=2). Han segrade flera gånger till under sin karriär, men var väldigt nervös under turneringar.
Han blev inbjuden till schackturneringen i London 1851, världens första internationella turnering, där han blev utslagen under den första spelomgången med ½–2½ poäng av tysken Adolf Anderssen, turneringens vinnare. Det var under sin tid i London som Kizeritskij spelade det kända partiet mot Anderssen som kom att kallas "det odödliga partiet", för Anderssens geniala materiella pjäsoffringar. Trots förlusten publicerade han partiet i La Régence där han var redaktör.
Kizeritskij är tillerkänd år 1851 som 3D-schackets första skapare, men varianten lockade inga spelare. Formatet av ett 8×8×8-bräde influerade tysken Ferdinand Maack när han utvecklade raumschach (tyska för "rymdschack").

### Död
Han avled 1853 i Paris och ligger begraven vid en fattighjonsgrav i staden.